# Esquirol de Palawan meridional
L'esquirol de Palawan meridional (Sundasciurus steerii) és una espècie de rosegador de la família dels esciúrids. És endèmic de la regió faunística de Palawan (Filipines). Els seus hàbitats naturals són els boscos primaris, els boscos secundaris, les plantacions i els jardins. És una espècie en risc mínim, és a dir, no sembla que hi hagi cap amenaça significativa per a la seva supervivència.
Aquest tàxon fou anomenat en honor del zoòleg, botànic i ornitòleg estatunidenc Joseph Beal Steere.